# Ranitomeya imitator
Ranitomeya imitator ist ein variabel gefärbter Froschlurch aus der Familie der Dendrobatidae, die trivial auch als Baumsteiger- oder Pfeilgiftfrösche bezeichnet werden. Die Bezeichnung imitator beruht auf dem als Mimikry bezeichneten Phänomen der Imitation einer im gleichen Lebensraum vorkommenden Art. So imitieren verschiedene Farbmorphe von R. imitator je nach Verbreitungsgebiet Arten wie R. variabilis, R. fantastica oder R. summersi.

## Merkmale
R. imitator ist mit einer Körperlänge von etwa 20 mm ein durchschnittlich großer Vertreter der Gattung Ranitomeya. Die Grundfarbe aller bekannten Populationen ist schwarz. Die farbigen Musterungen des Rückens reichen von grün über gelb bis orange. Die Form der Farbmuster reicht von symmetrischen Längslinien bis zu netzartigen, asymmetrischen Zeichnungen. Die Beine können farblich und von der Musterung her eine Fortsetzung der Körpermusterung sein, sind teilweise aber auch komplett abgesetzt, sowohl farblich als auch von der Art des Musters. Der Bauch ist meist grob netz- oder punktartig gezeichnet mit relativ geringem Schwarzanteil.
Die männlichen Tiere verfügen über einen markanten Ruf aus kurzen pfeifenden Tönen.

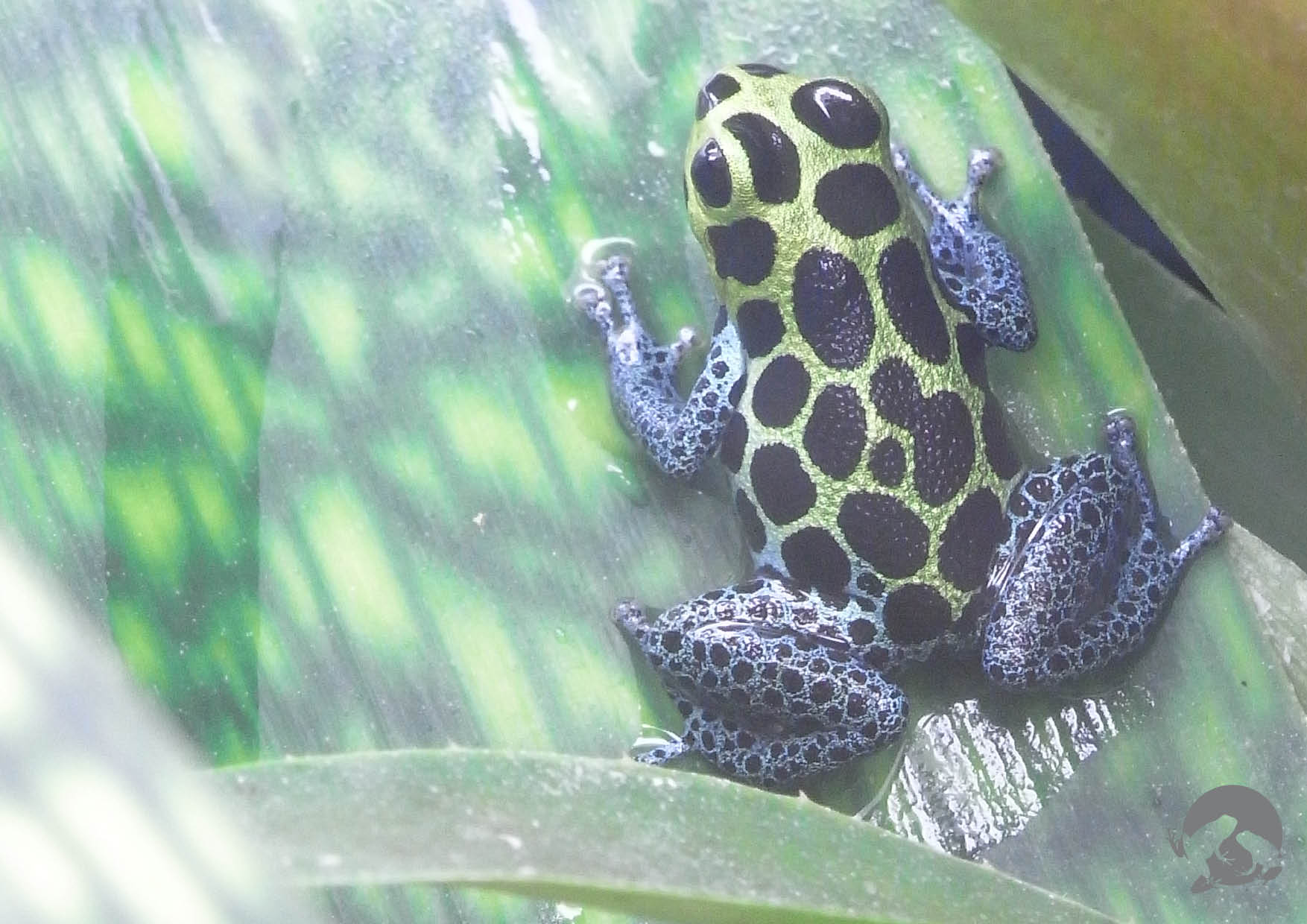
Ranitomeya imitator "Alto Cainarachi"

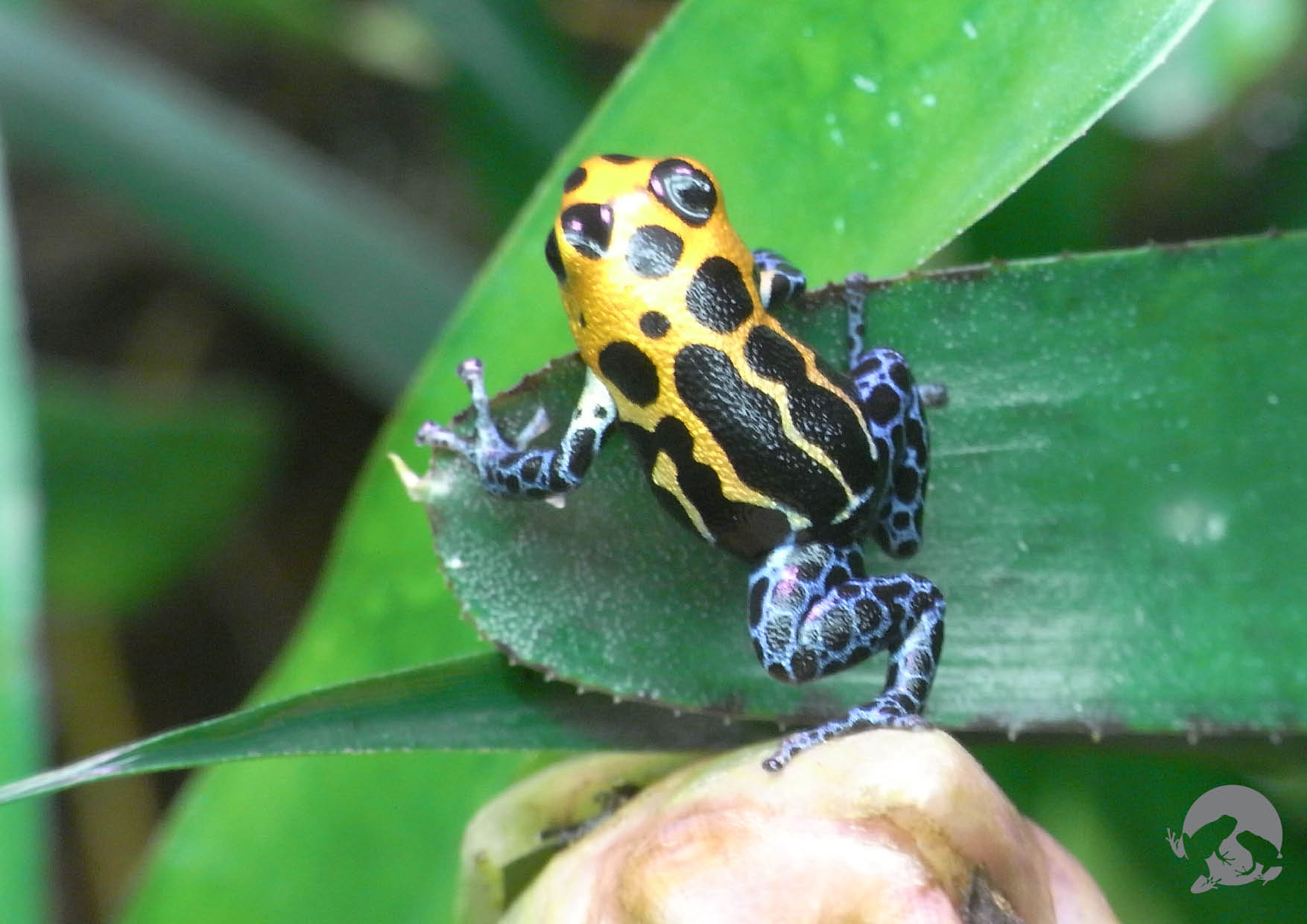
Ranitomeya imitator "Varadero"

## Verbreitung und Lebensraum
Das bekannte Verbreitungsgebiet von R. imitator ist der amazonische Regenwald in der Region Loreto und der Region San Martín in Peru. Es werden sowohl primärer und sekundärer feuchtheißer Tieflandregenwald wie auch feuchter Prämontanwald bis auf 1000 m ü. M. bewohnt.

## Lebensweise
R. imitator lebt oft monogam und die Paare betreiben eine ausgeklügelte Brutpflege. Die Eiablage geschieht an geschützten Stellen. Es werden meist 2 Eier gelegt. Sind die Kaulquappen schlupfbereit, transportiert sie das Männchen einzeln zu geeigneten Wasserstellen, meist Blattachseln von Bromelien. Das Männchen animiert das Weibchen zum Legen von unbefruchteten Eiern in die Wasserstellen mit den eigenen Quappen. Diese Nähreier dienen der Quappe als Nahrung. Die Quappen sind fakultativ oophag und nicht auf die Versorgung mit Nähreiern angewiesen. Die Entwicklung zum Frosch dauert etwa 80 Tage. R. imitator ernährt sich hauptsächlich von Kleininsekten und Milben.